# Galilaei (månekrater)
Galilaei er et nedslagskrater på Månen. Det befinder sig på den nordlige halvkugle på Månens forside i den vestige del af Oceanus Procellarum og er opkaldt efter den italienske fysiker og astronom Galileo Galilei (1564 – 1642). Selv om Galilei var den første, som offentliggjorde astronomiske observationer af Månen ved hjælp af kikkert, lægger han kun navn til dette ret ubetydelige krater. Oprindeligt havde Giovanni Battista Riccioli, en italiensk jesuit, som udfærdigede et af de første detaljerede kort over Månen i 1651, givet navnet Galilaeus til et stort og klart albedo-område i nærheden (nu kendt som Reiner Gamma). Navnet flyttedes til det nuværende sted af Johann Heinrich Mädler i hans indflydelsesrige Mappa Selenographica, som blev udgivet i fire dele mellem 1834 og 1836 i samarbejde med Wilhelm Beer. Mädlers motiv til ændringen var, at hans månekort ikke navngav rene albedo-områder, så han flyttede Gallileis navn til det ubetydelige, nærliggende krater.
Navnet blev officielt tildelt af den Internationale Astronomiske Union (IAU) i 1935. 
Omkring 40 kilometer syd for Galilaei ligger landingsstedet for månesonden Luna 9, som var den første, der udførte en kontrolleret landing på Månens overflade.

## Omgivelser
Galilaeikrateret har Reinerkrateret liggende i nogen afstand mod sydøst og Cavaleriuskrateret mod syd-sydvest. Nordøst for krateret findes den slyngede rille Rima Galilaei. Mod sydøst findes den usædvanlige Reiner Gamma forekomst, som er et hvirvel af lyst-tonet strålelignende materiale.

## Karakteristika
Galilaei er uden særlige bemærkelsesværdige træk. Det har en rand med skarp kant, som har højere albedo end det omgivende månehav. De indre kratervægge skråner ned mod en rand af nedfaldet materiale. Der er en lille central forhøjning nær kraterets midtpunkt.

## Satellitkratere
De kratere, som kaldes satellitter, er små kratere beliggende i eller nær hovedkrateret. Deres dannelse er sædvanligvis sket uafhængigt af dette, men de får samme navn som hovedkrateret med tilføjelse af et stort bogstav. På kort over Månen er det en konvention at identificere dem ved at placere dette bogstav på den side af satellitkraterets midte, som ligger nærmest hovedkrateret. Galilaeikrateret har følgende satellitkratere:
| Galilaei | Længde   | Bredde   | Diameter |
| -------- | -------- | -------- | -------- |
| A        | 11,7° N  | 62,9° V  | 11 km    |
| B        | 11,4° N  | 67,6° V  | 15 km    |
| D        | 8,7° N   | 62,7° V  | 1 km     |
| E        | 14,.0° N | 61,.8° V | 7 km     |
| F        | 12,.3° N | 66,.2° V | 3 km     |
| G        | 12,.7° N | 67,.1° V | 1 km     |
| H        | 11,.5° N | 68,.7° V | 7 km     |
| J        | 13,.0° N | 61,.9° V | 4 km     |
| K        | 13,0° N  | 62,7° V  | 3 km     |
| L        | 13,2° N  | 58,5° V  | 3 km     |
| M        | 13,3° N  | 56,8° V  | 3 km     |
| S        | 15,4° N  | 64,7° V  | 2 km     |
| T        | 16,2° N  | 61,4° V  | 2 km     |
| V        | 17,1° N  | 60,3° V  | 3 km     |
| W        | 17,8° N  | 60,5° V  | 4 km     |

## Måneatlas
- Billeder af Galilaeikrateret i LPI-måneatlasset
- USGS-kort